# راس-آن-وای
latitudeراس-آن-وایlongitudeراس-آن-وای
راس-آن-وای (به انگلیسی: Ross-on-Wye) یک شهرک در بریتانیا است که در هرفوردشر واقع شده‌است.

## خصوصیات
راس-آن-وای ۱۰٬۱۰۰ نفر جمعیت دارد.

## خواهرخوانده
شهرهای بتزدورف (زیگ)، کونده-سور-نوارو و Namutumba خواهرخوانده‌های راس-آن-وای هستند.

## نگارخانه

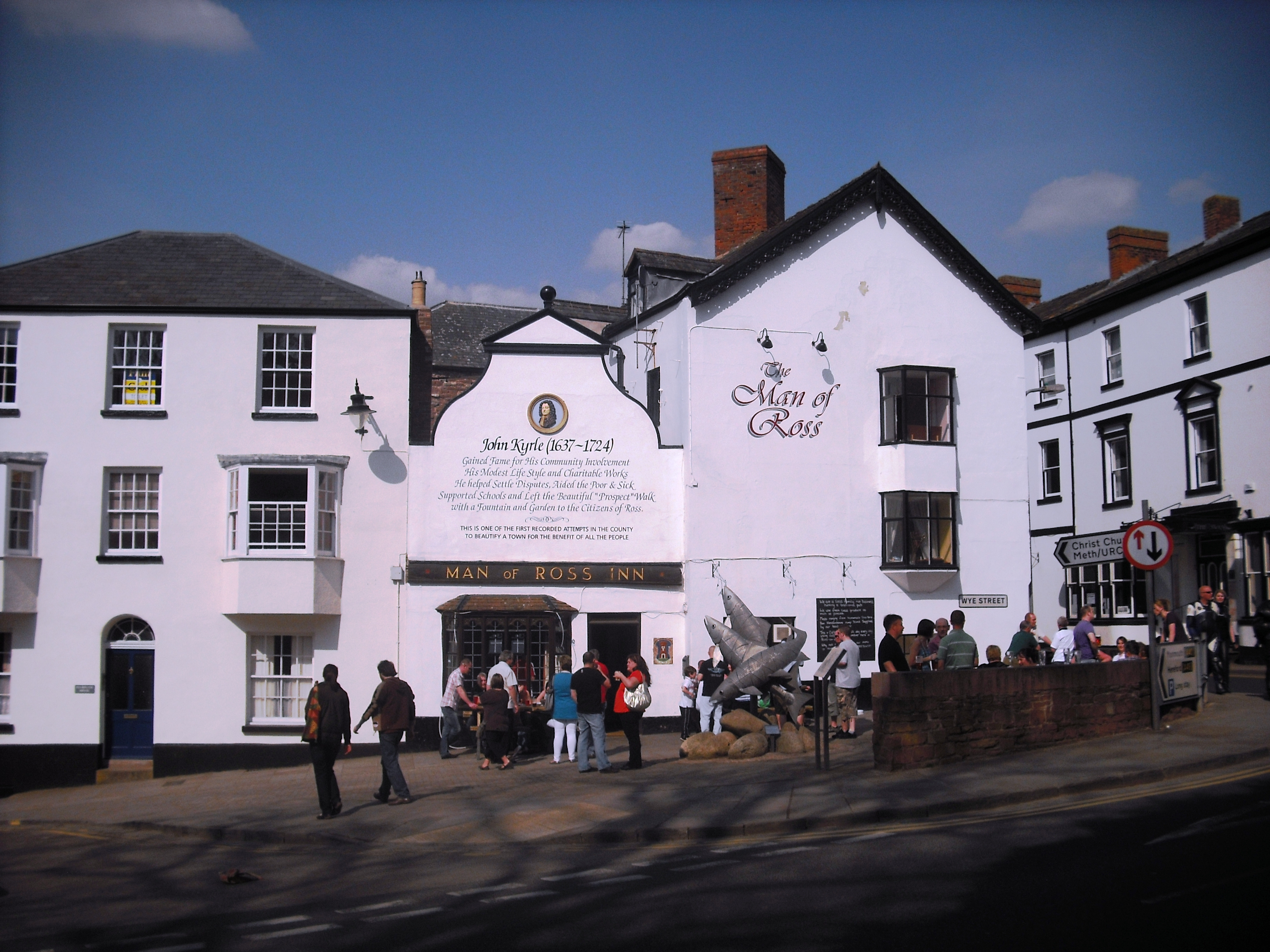
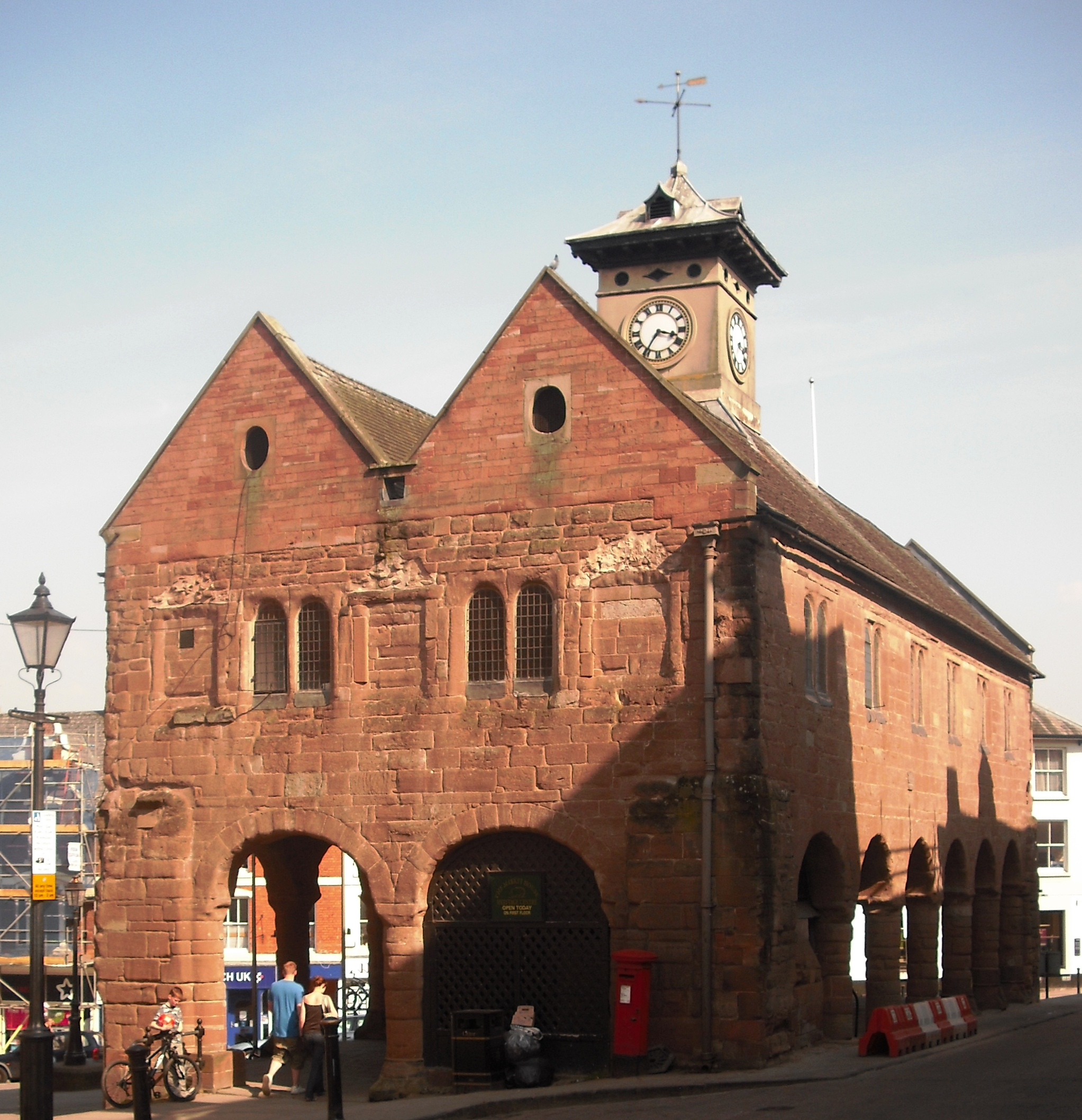
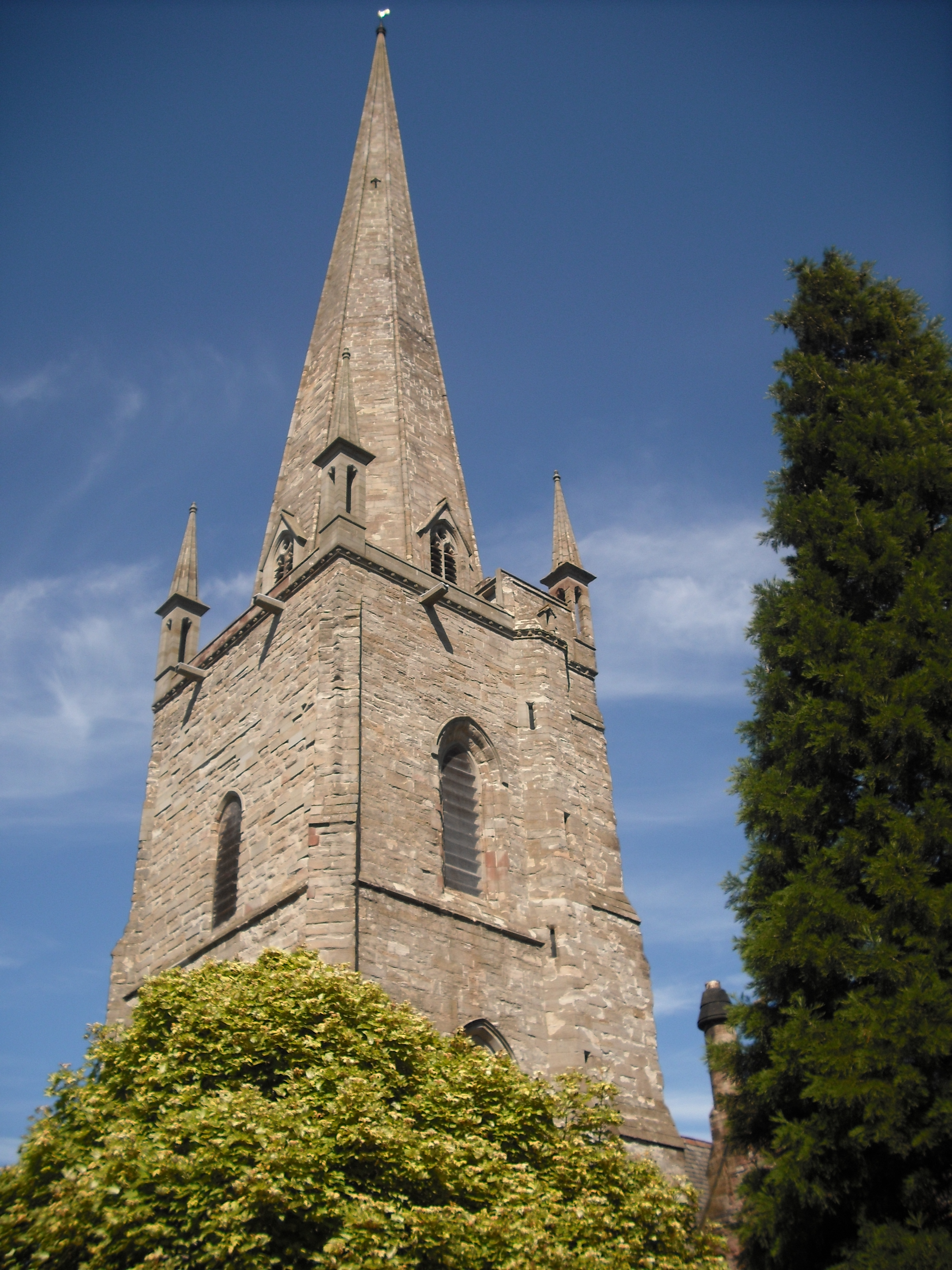
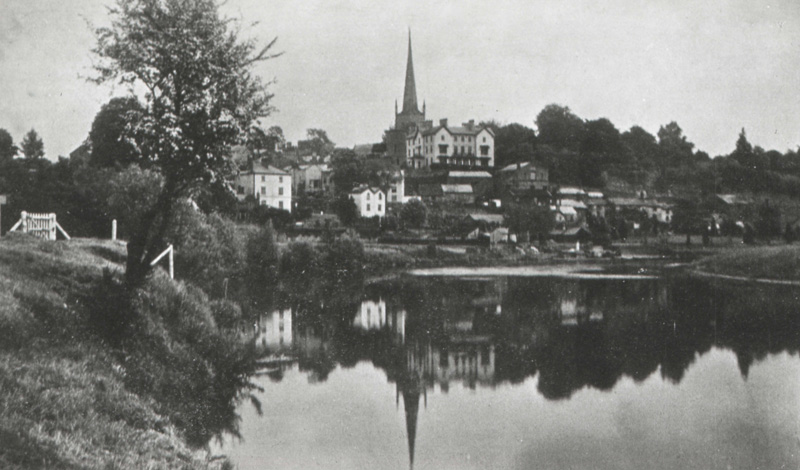